# San Giorgio Maggiore-sziget

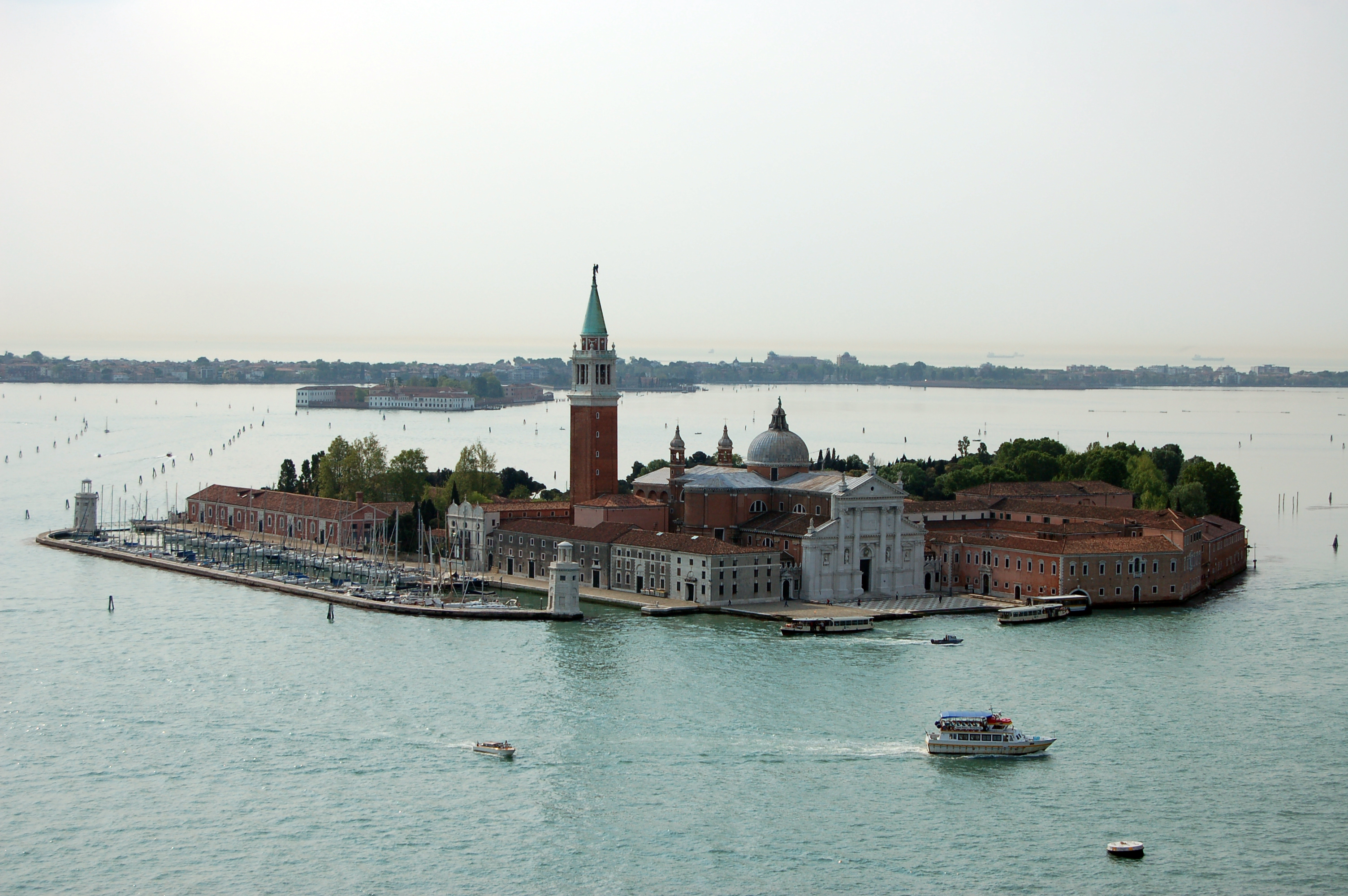
A sziget madártávlatból

A San Giorgio Maggiore egyike a számos szigetnek az olaszországi Velence városában. Tőle keletre fekszik a Giudecca, a déli részén pedig a város fő szigetcsoportja. A szigeten számos műemlék található, köztük a leghíresebbek a szigettel azonos nevű, Andrea Palladio által tervezett San Giorgio Maggiore-templom és a mögötte magasodó harangtorony. A szigeten ezen felül zöld felületek is megtalálhatók, melyek a San Giorgio-kolostor részét képzik. Ezen felül számos szabad kikötő is megtalálható, melyek összeköttetést jelentenek a többi szigetcsoporttal.

## Fordítás
- Ez a szócikk részben vagy egészben  a   San Giorgio Maggiore című angol Wikipédia-szócikk fordításán alapul.  Az eredeti cikk szerkesztőit annak laptörténete sorolja fel. Ez a jelzés csupán a megfogalmazás eredetét és a szerzői jogokat jelzi, nem szolgál a cikkben szereplő információk forrásmegjelöléseként.